# Aktion Sühnezeichen Friedensdienste
Aktion Sühnezeichen Friedensdienste, ASF (укр. Акція спокути заради миру — німецька організація, яка заснована з метою протидії спадщині нацизму.
Акція Спокути Заради Миру (нім. Aktion Sühnezeichen Friedensdienste, або ASF) була заснована в 1958 році синодом Євангелічної церкви в Німеччині, завдяки зусиллям Лотара Крейсига. Поштовхом до цього було усвідомлення необхідності визнати провину Німеччини в кінці Другої світової війни та Нацистської ери.
АСЗМ відома своїми міжнародними волонтерськими програмами, а також організацією робочих таборів у західній і східній Європі. Щороку, АСЗМ відправляє приблизно 180 волонтерів в країни що постраждали під час Німецької окупації впродовж Другої світової війни: Бельгію, Францію, Сполучене Королівство, Нідерланди, Росію, Польщу, Чехію, Білорусь та Україну. Волонтери також працюють в Ізраїлі та США, тому що багато жертв Голокосту мігрували до цих країн.

## Цілі
Наслідки націонал-соціалізму досі відчутні і можуть бути подолані тільки за допомогою інтенсивного діалогу. АСЗМ сповідує ідею порозуміння між поколіннями, культурами, релігіями і людьми. Спираючись на християнську віру, АСЗМ шукає співпраці зі всіма, хто бореться за більш мирний і справедливий світ.

## Витяг з постанови АСЗМ
§ 2 Мета і методи.
1. Мета організації — підтримка і поширення Установчого Маніфесту від 1986 року, примирення з тими націями і людьми, які були окуповані нацисткою Німеччиною або яким загрожувало знищення. Та створити передумови для миру.
2. Реалізовуватися це має за допомогою:
a) коротко- та довго- термінової волонтерської служби;
b) семінарів та інших освітніх проектів;
c) популяризації наукових досліджень, чия мета мир та примирення;
d) допомога жертвам тиранії;
e) популяризація співробітництва, серед тих хто переслідує ті самі цілі;
f) інформування громадськості про мету організації.

## Історія АСЗМ

### Передісторія
Історія АСЗМ починається з активності Євангелічної церкви в Німеччині в протидії Нацизму та нацистському режиму. Засновник АСЗМ Лотар Крейсиг був одним з рішучих борців в середині Церкви. Після війни, разом з однодумцями, такими як Мартін Німеллер, Густав Хайнеман і пізніше Франц фон Хамерштайн, Лотар Крейсиг закликав до каяття і переміни.

### Заклик до встановлення миру у світі
Вперше Лотар Крейсиг почав гуртувати однодумціві яки підтримують його організацію по відновлення миру у світі, на зборах Євангелічної Церкви в 1954, у Лейпцигу. Відгукнулось декілька осіб. «Те, що є правильним і необхідним, неможливо побачити в дійсності, в часі і просторі. На все свій час», — пізніше він пише у своєму невиданому щоденнику. Синод Євангелічної церкви в Німеччині збирався в квітні 26-30, 1958, почергово в Шпандау, у західному Берліні, та Вайсензее, в східному Берліні. Синод ще об'єднує всю Євангелічну церкву, обидві, і в східній Німеччині, і західній. В цьому році виникла суперечка навколо контрактів, які укладалися з військовими капеланами в західній Німеччині та можливої ядерної зброї Бундесверу. В такій тривожній атмосфері головуючий Крейсиг, на останньому дні синоду, зачитав звернення про заснувати організації Акція Спокути Заради Миру, після чого це зверхня було підписано багатьма делегатами.
Заклик не тільки виражає визнання провини, але також окреслює наслідки; АСЗМ не пропонує допомогу, а скоріше проситься допомогти. Така скромна поведінка — це неприйняття покровительської поведінки та функціалізації при роздумах про примирення.
АСЗМ в врешті-решт була заснована як загально німецька організація, але поділ Німеччини зробив спільні зусилля не можливими. В обох країнах організації мали спільні цілі, але робили різний наголос у практиці.

### АСЗМ у західній Німеччині
Західнонімецька організація почала роботу в 1958 році з будівельних проектів в Нідерландах і Норвегії. Пізніше в інших країнах. Волонтери допомагали будувати синагогу у Віллербанн, Церкву Премириння у Тезе, департамент Сона і Луара, в Бургундії, Франція. Вони допомагали будувати дитячий садок у Скоп'є в колишній Югославії, допомагали збудувати іригаційний канал на о.Крит, і допомагали створити інтернаціональний символ примирення з уламків Собору в місті Ковентрі, Англія. Робота в Ізраїлі почалась в 1961 році, після того як суд над Адольфом Ейхманом було завершено.
З середини 60-х проект зазнав повільних змін. Було менше робіт, пов'язаних з будівництвом, але з'явились нові проекти: в меморіалах, допомога людям похилого віку, соціальна робота. У 80 -х роках, коли тема другої світової війни вже не була такою актуальною, з'явились нові проекти, пов'язані з роботою з меншинами (національними та ін.).

### АСЗМ у східній Німеччині
Після 1961 Берлінська стіна перешкоджала східнонімецькій організації АСЗМ (Aktion Sühnezeichen, або ASZ) відсилати своїх добровольців на захід. Оскільки Німецька Демократична Республіка (НДР) вважала сама себе антифашистською державою, то не відчувала провини за наслідки німецького фашизму. Тому проект ASZ, в врешті-решт, був обмежений кордонами НДР. В 1965–1966 роках волонтери ще мали можливість подорожувати разом з католицькими капеланами з Магдебургу до Аушвіца, Майданека, Штуттгофа, Гросс-Розена та Вроцлава. Але у 1967–1968 роках подібні поїздки в Польщу та до Чехословаччини були заборонені. Із запровадженням в 1972 році безвізового режиму між НДР та Польщею і Чехословаччиною, юні німці отримали можливість брати участь у літніх таборах в Польщі.
Молодь з Польщі та Чехії також отримала можливість брати участь в проектах у Німеччині. З цього часу групи волонтерів були задіяні в проектах захисту і відновлення єврейських поховань майже у всіх регіонах НДР. Перша група працювала у Бухенвальді в 1979 році. Починаючи з 1981 року, кількість літніх таборів збільшилась, з'явились табори також в Заксенгаузені, Равенсбруку і Дора-Мітельбау. З 1962 до 1992 більше 12000 добровольців взяли участь у літніх таборах ASZ.

### Об'єднання
Після об'єднання Німеччини дві організації — східна та західна, злилися зберігаючи різні форми волонтерської служби, довгострокова з АСЗМ і коротко строкова та літні табори з ASZ. Починаючи з кінця 90-х, відповідаючи на появу нових потреб та можливостей, АСЗМ, як європейська волонтерська служба, збільшила кількість проектів.

## Поточні події в АСЗМ

### Довготермінова волонтерська служба
На сьогодні АСЗМ відсилає приблизно близько 180 осіб щороку працювати над проектами, переважно в країни, що постраждали від нацистської окупації, але також в країни, які мають велику кількість жертв Голокосту. Бельгія, Франція, Сполучене Королівство, Нідерланди, Росія, Польща, Чехія, Білорусь, Україна, Ізраїль, Сполучені Штати Америки, всі мають волонтерські проекти АСЗМ. Волонтери — це переважно молодь віком від 18 до 27 років. Ті, хто відмовився від військової служби з ідейних міркувань, мають можливість проходити громадянську службу під егідою АСЗМ.
Добровольці підтримують жертв Голокосту та їх нащадків, працюють в меморіальних комплексах, піклуються про людей похилого віку, інвалідів, знедолених, біженців, задіяні в сусідніх проектах та антифашистських ініціативах.
АСЗМ — волонтери допомагають в інтернаціональному центрі на руїнах храму в місті Ковентрі. В Ізраїлі, волонтери працюють в історичних або політичних освітніх проектах та національних меморіальних центрах, таких як Яд Вашем в Єрусалимі, у проектах з єврейськими та арабськими громадянами, працюють в сфері взаєморозуміння.
АСЗМ вперше відправив волонтерів до Норвегії і Нідерландів у 1959 році працювати над будівельними проектами. Пізніше волонтери працювали над політичними та історичними освітніми проектами в Єврейському історичному музеї та у фонді імені Анни Франк.
Волонтери в Польщі працюють в спільнотах для колишніх в'язнів концентраційних таборів і на місцях колишніх концентраційних таборів: Аушвіц в Освенцімі, Штуттгоф в Гданську і Майданек біля Любліна. З політичних міркувань АСЗМ вперше відправили волонтерів до Росії, в 1990році, і до Чехії, в 1993. У Росії, вони допомагали в госпіталях для ветеранів, та співпрацювали з російською правозахисною організацією Меморіал. У Чехії, вони працювали з єврейським центром в Празі та в меморіальному центрі Терезиенштадт — концентраційний табір. Волонтери в Україні надавали допомогу колишнім остарбайтерам.
АСЗМ має 24 волонтерських місця в Сполучених Штатах. Волонтери працюють з жертвами Голокосту або в офісах Меморіалу Голокосту в Вашингтоні і в Американський Єврейській громаді в містах Нью-Йорк та Вашингтон.
З 1996 року біля 15-20 запитів щороку приходить з програм партнерів з інших країн від молодих людей, що шукають волонтерської миротворчої служби в Німеччині.

### Волонтерська служба середньої тривалості та короткотермінова волонтерська служба
Кожного року близько 300 людей беруть участь приблизно у 25 літніх таборах в Німеччині та інших країнах, де вони живуть та працюють разом. Керівники всіх літніх таборів працюють безкоштовно, часто це колишні волонтери з програм довготермінової волонтерської служби, що хочуть передати свій досвід. Впродовж двох — трьох тижнів волонтери вивчають поточні та історичні питання, задіяні в проектах підтримки єврейських поховань та меморіальних місць. Вони працюють в соціальній сфері та інтеркультурних проектах.

## Контакти з громадськістю та освіта
Багато випускників міжнародної волонтерської організації Акція Спокути Заради Миру є членами регіональних груп, підтримують відносини і надають допомогу, попри те, що період їх волонтерської служби закінчено. З впровадженням волонтерської діяльності на довгостроковій та короткостроковій основі створюється все більше безкоштовних місць, які займають ці випускники. Дехто з них вносить вклад в розвиток зв'язків з громадськістю та освіту.
Чотири рази на рік АСЗМ видає статті в Німецькому журналі Zeichen (Символи) про поточну роботу волонтерів і партнерів програмі. Кожен випуск зосереджений навколо різних тем. Три рази на рік у журналі друкуються матеріали для спільноти (проповіді та матеріали для зборів), на честь «Israel Sunday» (на пам'ять Євангелічної церкви); десяти днів в Листопаді, які мають назву «Ökumenische Friedensdekade» (Вселенська декада миру) "); та на Міжнародний день пам'яті жертв Голокосту. За допомогою цих статей АСЗМ хоче передати теологічне розуміння з Єврейсько-християнського діалогу та діалогу з ісламом в громаді віруючих. Окрім того, АСЗМ хоче впливати на поточні політичні події, тому приєднується до міжконфесійного та міжкультурного діалогу, презентує позицію боротьби проти антисемітизму, праворадикального екстремізму та расизму, відстоює необхідність надання компенсацій тим, що були переслідувані нацизмом; а також бореться за більш мирний і справедливий світ.

### Освіта
АСЗМ намагається стимулювати обговорення питань політики пам'яті, національної ідентичності і міжконфесійного діалогу, за допомогою заходів, майстерень, семінарів, зборів. АСЗМ робить внесок як засновник, спонсор та партнер до наступних акцій:
- Міжнародний молодіжний центр [Архівовано 29 квітня 2009 у Wayback Machine.] (Międzynarodowy Dom Spotkań Młodzieży) в Освенцімі (сайт німецькою та польською мовами).
- Beit Ben Yehuda [Архівовано 16 грудня 2021 у Wayback Machine.] Міжнародний Громадський Центр та Будинок для Гостей, в Єрусалимі.

Foyer le Pont Paris [Архівовано 31 липня 2009 у Wayback Machine.]. Громадський центр в Парижі.

## Нагороди
- Медаль Бубера-Розенцвейга, 1993 рік.
- Нагорода Маріона Самюеля, 2001 рік.
- Нагорода Ханса Ехренберга, 2006 рік.

## Членство
У Німеччині: Aktionsgemeinschaft Dienst für den Frieden («Громадська Акція Служба Свободі»)